# エレクトロルミネセンス

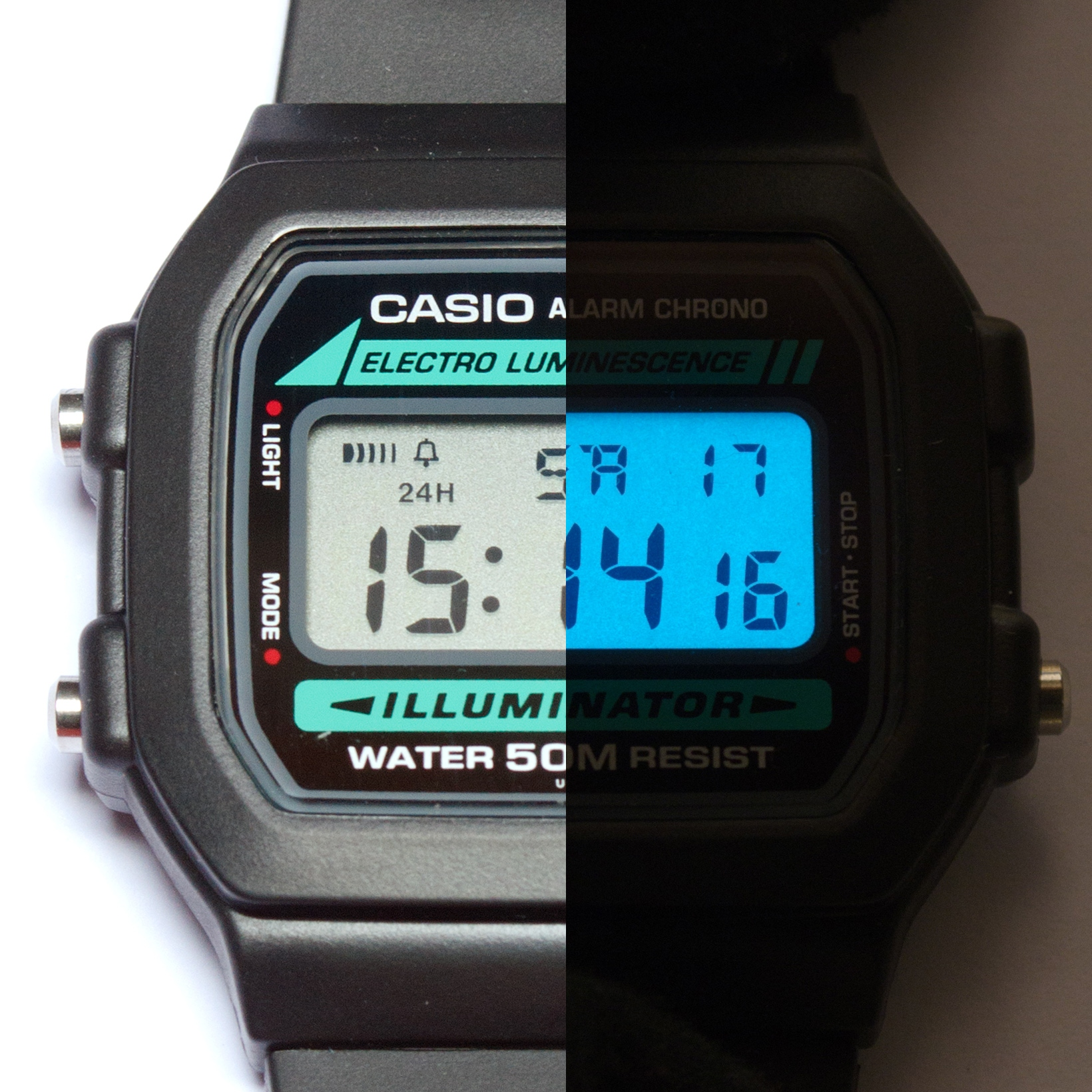
液晶ディスプレイのバックライト（カシオの腕時計）。右側がバックライト点灯時のようす。

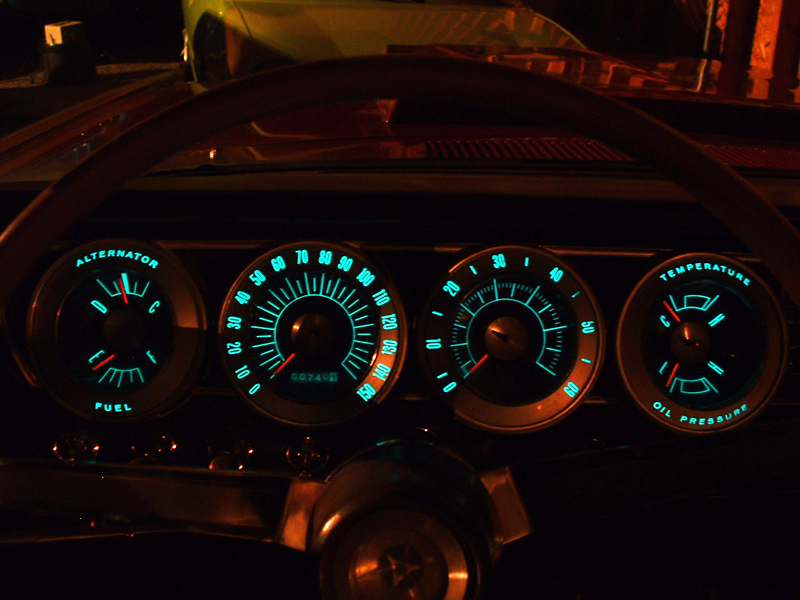
ELにより計器が発光するダッジ・チャージャーのダッシュボード

エレクトロルミネセンス（Electroluminescence：EL）、あるいは電界発光（でんかいはっこう）とは主に半導体中において、電界を印加することによって得られるルミネセンスを指す。注入型と真性に区別される。
注入型ELは電界によって電子と正孔を注入し、再結合によって発光をさせるものである。真性ELは電界によって加速した電子が何らかの発光中心に衝突し、発光中心が励起されて発光するものである。
発光物が有機物か無機物かで区別され、前者は有機EL、後者は無機ELと呼ばれる。

## 注入型EL
- 発光ダイオード (LED)
- 有機EL (OLED) など

## 真性EL

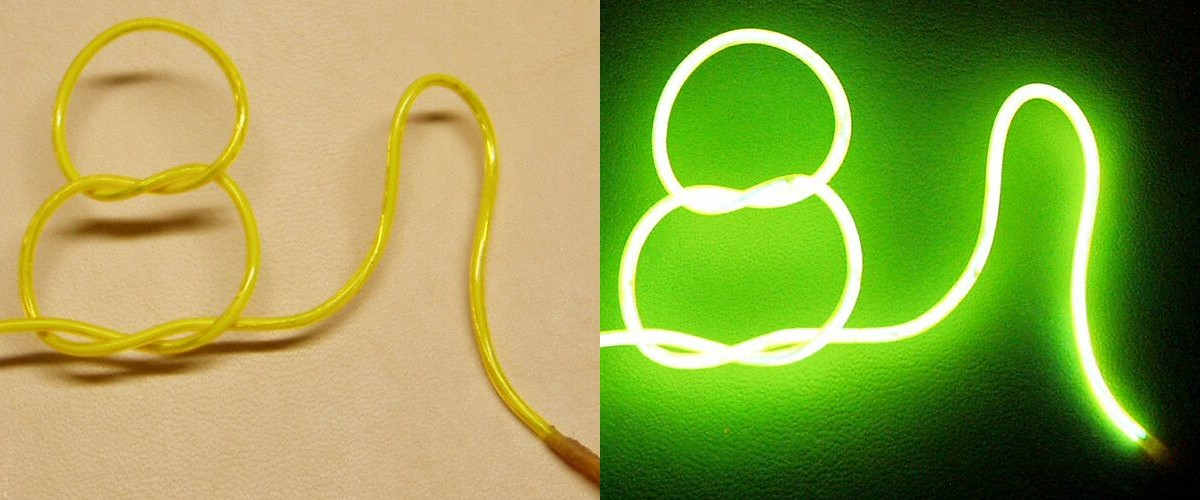
ELの例：ELケーブル
電流を入力することで発光するワイヤ状の素材。曲げ加工にも柔軟に対応する

- 無機ELなど

## 用途
バックライト - 赤外域に感度の波長域のある光有機導電性薄膜と組み合わせて赤外光を可視光に変換。